# Wołodymyr Kołesnyk
Wołodymyr Lubomyrowycz Kołesnyk (ur. 16 stycznia 1976 w Kołomyi) – ukraiński bokser, srebrny medalista Mistrzostw Świata 2001 w Belfaście, brązowy medalista Igrzysk Dobrej Woli 2001 w Brisbane, mistrz Ukrainy w kategorii lekkopółśredniej z roku 2001.

## Mistrzostwa świata
W październiku 1997 reprezentował Ukrainę na Mistrzostwach Świata 1997 w Budapeszcie. Dotarł tam do ćwierćfinału w kategorii lekkiej, pokonując Amerykanina Jacoba Hudsona w 1/16 finału oraz Macieja Zegana w 1/8 finału. W czerwcu 2001 ponownie rywalizował na mistrzostwach świata, zdobywając srebrny medal w Belfaście. W półfinale pokonał Filip Palicia, a w finale przegrał z Kubańczykiem Mario Kindelanem. Ostatni raz reprezentował Ukrainę na Mistrzostwach Świata 2003 w Bangkoku, odpadając w 1/16 finału po porażce z Gyulą Káté.